# لیتل اسموکی ریور
لیتل اسموکی ریور (به انگلیسی: Little Smoky River) رودخانه‌ای است که در کانادا جریان دارد.